# Отеро Сильва, Мигель
Миге́ль Оте́ро Си́льва (исп. Miguel Otero Silva, 1908—1985) — венесуэльский писатель, поэт, публицист и политический деятель левых взглядов. Участник революционного студенческого движения «поколение 28 года», подвергался преследованиям, вынужден был покинуть Венесуэлу. Крупная фигура венесуэльской литературы, чьи произведения посвящены социально-политическим проблемам истории страны. Многолетний издатель крупной газеты «Насиональ».

## Биография
Родился 26 октября 1908 года в штате Ансоатеги в Венесуэле, в бедной семье. Его родителями были Энрике Отеро Вискаррондо и Мерседес Сильва Перес, которая умерла, когда он был ещё ребенком. Учился в лицее Сан-Хосе де лос Текес, затем окончил лицей Каракас, директором которого был известный писатель Ромуло Гальегос. В 1924 году поступил на инженерный факультет Центрального Университета Венесуэлы, но не закончил его. В 1925 году опубликовал в журнале «Élite» своё первое стихотворение «Estampa» («Гравюра»). В этот же период он начал выступать как юморист под псевдонимом Miatsi в газете «Fantoches» и журнале «Caricaturas».
В 1928 году участвовал в заговоре против диктатора Х. В. Гомеса, за что преследовался полицией и был вынужден бежать за границу. Там он присоединился к группе революционеров, готовивших вторжение в Венесуэлу. Эти события он описал в своём первом документальном романе «Fiebre» («Лихорадка»), который опубликовал лишь 10 лет спустя. В 1930 году вступил в Коммунистическую партию. После смерти Гомеса в декабре 1935 года вернулся в Венесуэлу. С этого времени публикует в газете «Ahora» юмористические стихи с политическим подтекстом под общим названием «Sinfonías tontas» («Глупые симфонии»). В марте 1938 года изгнан из страны как коммунист, едет в Мексику, где публикует свою первую книгу стихов «Agua y Cauce» («Вода и русло»), затем в США, Кубу и Колумбию. По возвращении в Венесуэлу, в 1941-м основывает вместе с Ф. Х. Дельгадо и художником К. Седеньо юмористический еженедельник «El Morracoy Azul» и левый еженедельник «Aquí Está», а в 1943 году, вместе со своим отцом, — газету «El Nacional». В 1943—1949 годах изучал журналистику в Центральном Университете Венесуэлы, а по окончании университета возглавил Венесуэльскую Ассоциацию Журналистов. В 1946 женился на журналистке и видной общественной деятельнице Марии Тересе Кастильо. У них было двое детей.
В 1951 году М. Отеро Сильва вышел из Коммунистической партии, заявив, что не создан для партийной дисциплины, и полностью посвятил себя литературной деятельности. В 1955 получил Национальную премию по литературе за роман «Casas muertas» («Мертвые дома»). Был арестован в последние дни правления диктатора М. Переса Хименеса, а после его свержения избран сенатором от штата Аригуа (декабрь 1958). В этом же году получил Национальную премию по журналистике. Как директор газеты «El Nacional» подвергался давлению со стороны правительства Р. Бетанкура, из-за чего был вынужден отойти от редактирования газеты. Как сенатор способствовал созданию Национального Института Культуры и Искусства (ИНСИБА,1960).

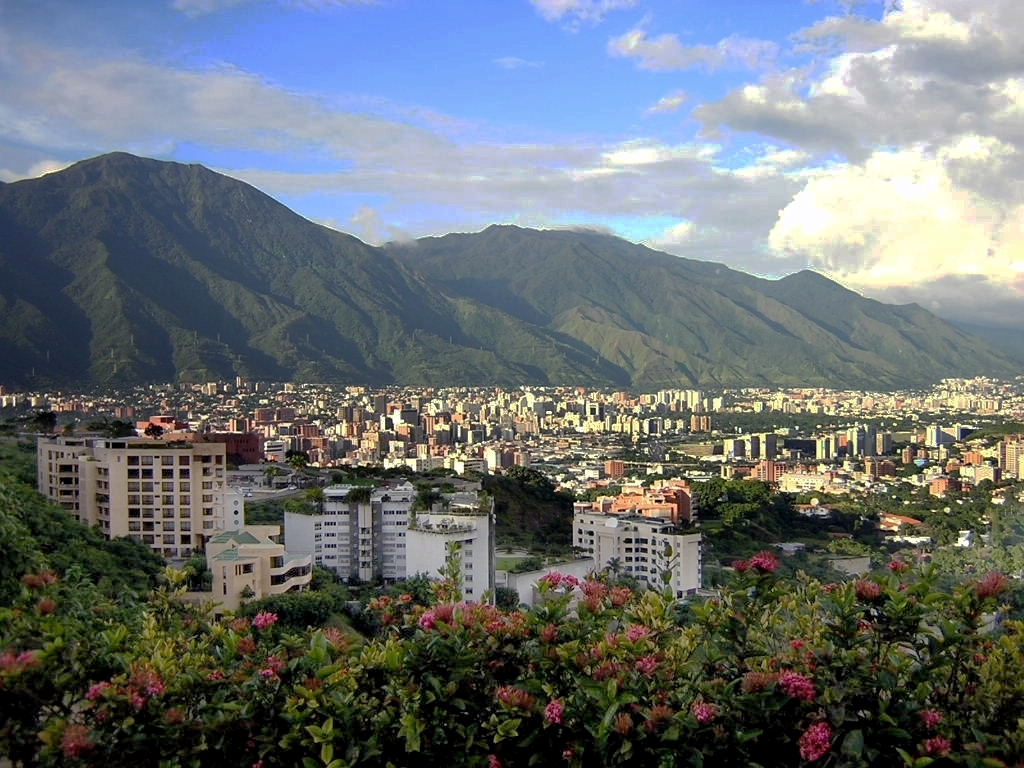
Каракас (столица Венесуэлы) на фоне Анд.

В 1961 году публикует роман «Oficina № 1» (в рус. переводе — «Город в саванне»), в 1963 — роман «La muerte de Honorio» (в рус. переводе — «Пятеро, которые молчали») о борьбе против диктатуры М. Переса Хименеса. В 1967 году был принят в Венесуэльскую Академию Языка. В 1970 году появился самый знаменитый его роман, «Cuando quiero llorar, no lloro» («Когда хочется плакать, не плачу»), посвященный судьбам венесуэльской молодежи, а через год — исторический роман «Lope de Aguirre, príncipe de la libertad» («Лопе де Агирре, князь свободы») о событиях Войны за независимость. В 1980 году ему была присуждена Международная Ленинская премия «За укрепление мира между народами». В 1984 году вышел в свет его последний роман «La piedra, que era Cristo» («И стал тот камень Христом»), написанный по евангельским мотивам — еще одна поэтическая трактовка истории Иисуса Христа.
Умер в Каракасе 28 августа 1985 года.
Оставил обширное литературное наследие, включающее романы, стихи, поэмы, пьесы, публицистику и заслужившее восхищение таких известных авторов, как Пабло Неруда и Габриель Гарсиа Маркес.

## Произведения

### Романы
- Лихорадка / Fiebre (1939)
- Мертвые дома / Casas Muertas (1955)
- Город в саванне / Oficina № 1 (1961)
- Пятеро, которые молчали / La muerte de Honorio (1963)
- Когда хочется плакать, не плачу / Cuando quiero llorar, no lloro (1970)
- Лопе де Агирре, Князь Свободы / Lope de Aguirre, príncipe de la libertad (1975)
- И стал тот камень Христом / La piedra que era Cristo (1984)

### Поэзия
- Agua y Cauce (Water and Ditch, 1937)
- 25 poemas (25 poems, 1942)
- Elegía coral a Andrés Eloy Blanco (Coral Elegy to Andrés Eloy Blanco, 1958)
- La Mar que es el Morir (1965)
- Las Celestiales (The Celestials, 1965)
- Umbral (1966)

### Издано на русском языке
- Мертвые дома. — М.: «Издательство иностранной литературы», 1961
- Лихорадка. — М.: «Художественная литература», 1964
- Город в саванне. — М.: «Прогресс», 1968
- Пятеро, которые молчали. // «Иностранная литература», № 3, 1965
- Пятеро, которые молчали. — М.: «Художественная литература»: «Роман-газета», № 3 (351), 1966
- Когда хочется плакать, не плачу. // «Иностранная литература» № 7, 1972
- Лопе де Агирре, князь свободы. // «Иностранная литература», № 9,10, 1981
- И стал тот камень Христом. // «Иностранная литература», № 3, 1989